# 薩摩川内市立鳥丸小学校
薩摩川内市立鳥丸小学校（さつませんだいしりつとりまるしょうがっこう）は鹿児島県薩摩川内市東郷町鳥丸にあった市立小学校。

## 概要
薩摩川内市の北部にあった小学校。
2017年、旧東郷町の区域にある藤川小学校、山田小学校、南瀬小学校とともに、東郷小学校へ統合。さらに、東郷中学校との小中一貫教育校を設置することも検討されている。

## 歴史
1878年（明治11年）に鳥丸小学校として設置され、1886年（明治19年）に鳥丸簡易科小学校に改称、その後1892年（明治25年）に鳥丸尋常小学校に改称した。1907年（明治40年）に高等科を併設し鳥丸尋常高等小学校となり、1941年（昭和16年）に国民学校令により鳥丸国民学校に改称した。第二次世界大戦終了後の1947年（昭和22年）に上東郷村立鳥丸小学校となり、1952年（昭和27年）に上東郷村が町制施行し、東郷町立鳥丸小学校となった。その後2004年（平成16年）に薩摩川内市となり、薩摩川内市立鳥丸小学校となった。2016年（平成28年）12月22日現在の全校児童は22人で、2017年（平成29年）3月31日に139年の歴史に幕がおろされ、薩摩川内市立東郷小学校へ統合された。

## 通学区域
薩摩川内市東郷町宍野及び東郷町鳥丸の全域。